# Pippa Harris
Philippa Jill Olivier Harris (Londres, 27 de marzo de 1967), más conocida como Pippa Harris, es una productora y ejecutiva británica de cine y televisión. Cofundó la compañía Neal Street Productions en 2003 con Sam Mendes y Caro Newling. Actualmente oficia como presidenta de la Academia Británica de las Artes Cinematográficas y de la Televisión.

## Carrera
Harris fue editora de guiones en ITV y Channel Four antes de convertirse en ejecutiva de desarrollo en BBC Films y luego en productora ejecutiva de BBC Drama Serials. Sus proyectos allí incluyeron las series Warriors y Love in a Cold Climate. Harris se convirtió en Jefe de Comisionamiento Dramático de la BBC en 2001. Las comisiones durante su tiempo allí incluyeron producciones como Daniel Deronda y El Príncipe Perdido.
Harris ha producido varias películas, incluyendo Things We Lost in the Fire y Revolutionary Road, protagonizada por Leonardo DiCaprio y Kate Winslet. Para televisión, Harris produjo Stuart: A Life Backwards con Tom Hardy y Benedict Cumberbatch y ofició como productora ejecutiva en Call the Midwife, Penny Dreadful, The Hollow Crown y Britannia.
Por la película 1917, dirigida por Sam Mendes, Harris recibió varios reconocimientos, entre ellos una nominación a los Premios de la Academia a la Mejor Película, dos Premios BAFTA y un Globo de Oro.